# Международный союз мусульманских учёных
Междунаро́дный сою́з мусульма́нских учёных (араб. الاتحاد العالمي لعلماء المسلمين‎) — международная исламская неправительственная организация учреждённая в 2004 году в Лондоне. Штаб-квартира находится в Исламском культурном центре Ирландии.

## История
В 2010 году представители МСМУ участвовали в переговорном процессе поиска перемирия в Саадском конфликте между зейдитскими повстанцами хуситами и правительством Йемена.
В 2014 году в ОАЭ МСМУ был признан террористической организацией и внесён в соответствующий список.Данное решение было принято в связи с конфликтом между Катаром и другими государствами ССГ, в ходе которого несколько государств снизили уровень своих отношений с Катаром, а также отозвали своих посольств в связи с поддержкой Катаром Мусульманского братства. Назначение было встречено скептицизмом со стороны Великобритании и отвергнуто Соединенными Штатами и Норвегией. Международный союз мусульманских ученых отклонил данную классификацию и выразил "свое крайнее удивление включением его ОАЭ в список террористических организаций и полностью отвергает данное определение", заявил организация, которая, по ее словам, стремится продвигать науку и осведомленность об исламе.

## Деятельность
МСМУ одним из основных направлений деятельности объявляется пропаганда сближения исламских мазхабов. МСМУ поддерживает тесные связи с организацией «Братья-мусульмане».
В 2004 году в связи с началом войны в Ираке МСМУ выпустил фетву, в которой объявил, что изгнание американских военных из страны является долгом каждого мусульманина.
В России с 2005 года представителем МСМУ является председатель правления Ассоциацией культурно-просветительских общественных объединений «Собрание» М. А. Саляхетдинов.

## Президиум
По состоянию на 4 октября 2014 года:
Президент: Ахмад ар-Райсуни
Вице-президенты:
- Ахмад ар-Райсуни (fr)
- верховный муфтий Омана Ахмад бин Хамад аль-Халили
- аятолла Мухаммед Ваиз-заде Хорасани (fa)
- профессор Абдулла бин Байях[англ.] (до 2014)[10][11]

Генеральный секретарь:
- Али Карадаги